# Counties Manukau Rugby Union
Pour les articles homonymes, voir Counties.
Maillots
Actualités
Dernière mise à jour : 7 août 2025.
Counties Manukau Rugby Football Union (Counties) est la fédération de rugby à XV pour le district de Franklin en Nouvelle-Zélande. Elle est issue d'une scission avec la Auckland Rugby Football Union.
Son équipe fanion, les Counties Manukau Steelers, participe au championnat des provinces National Provincial Championship. Elle joue au Mount Smart Stadium. Traditionnellement, c'est le club des māori ou polynésiens. Ses joueurs sont éligibles pour disputer le Super Rugby avec les Chiefs.

## Clubs représentés
| - Ardmore-Marist - Bombay - Drury - Karaka, - Manukau Inst. Tech. - Manurewa - Maramarua - Mercer - Onewhero | - Papakura - Patumahoe - Pukekohe - Puni - Te Kauwhata - Te Kohanga - Tuakau - Waiuku - Weymouth. |

## Palmarès
- Championnat des provinces (1) : 1979[1].
- Ranfurly Shield : 1 victoire en 2013 et 6 défenses victorieuses.

## Effectif 2025
| Piliers - Suetena Asomua (en) - Junior Passi - Siate Taupaki - Emosi Tuqiri - Keran van Staden Talonneurs - Sekope Lopeti-Moli - Ioane Moananu (en) - Nicholas Muli - Zuriel Togiatama - Ian West-Stevens Deuxièmes lignes - William Furniss - Tom Martin - Leo Ngatai-Tafau - Sione Takai - Jimmy Tupou (en) - Aukusitino Ulugia - Reegan Wheeler | Troisièmes lignes - Adam Brash - Cameron Church - Alamanda Motuga - Dalton Papali'i - Te Rama Reuben - Semesea Saukuru - Jonty Short - Hoskins Sotutu Demis de mêlée - Cohen Brady-Leathem - Cam Roigard - Jonathan Taumateine - Sam Wye (en) Demis d'ouverture - AJ Alatimu - Riley Hohepa (en) - Fanoandrew Malua - Josh Penney | Centres - Sione Molia (en) - Tevita Ofa (en) - Gibson Popoali'i - Rodney Tongotea Ailiers/arrières - Joshua Gray - Blake Makiri - Peniasi Malimali (en) - Etene Nanai-Seturo - Antonio Popoali'i - Jackson Rainsford - Simon-Peter Toleafoa |
| | | |

## Joueurs emblématiques
| - Andy Dalton - Bruce Robertson - Jonah Lomu - Joeli Vidiri - Tony Marsh - Sitiveni Sivivatu - Bruce Robertson |